# Mount Cheops
Mount Cheops är ett berg i Antarktis. Det ligger i Västantarktis. Argentina, Chile och Storbritannien gör anspråk på området. Toppen på Mount Cheops är 610 meter över havet.
Terrängen runt Mount Cheops är kuperad österut, men åt nordväst är den platt. Havet är nära Mount Cheops åt sydväst. Trakten är obefolkad. Det finns inga samhällen i närheten.